# Дранишников Володимир Олександрович
Володимир Олександрович Драни́шников (рос. Владимир Александрович Дранишников; 10 червня 1893, Санкт-Петербург — 6 лютого 1939, Київ) — російський і український радянський диригент і піаніст; заслужений артист РРФСР з 1933 року.

## Біографія
Народився 29 травня [10 червня] 1893 року в місті Санкт-Петербурзі. В 1909 році закінчив регентські класи Придворної співацької капели зі званням регента; у 1916 році — Петроградську консерваторію. Навчався в Анни Єсипової (фортепіано), Анатолія Лядова, Максиміліана Штейнберга, Язепса Вітолса, Василя Калафаті (композиція) і Миколи Черепніна (диригування).

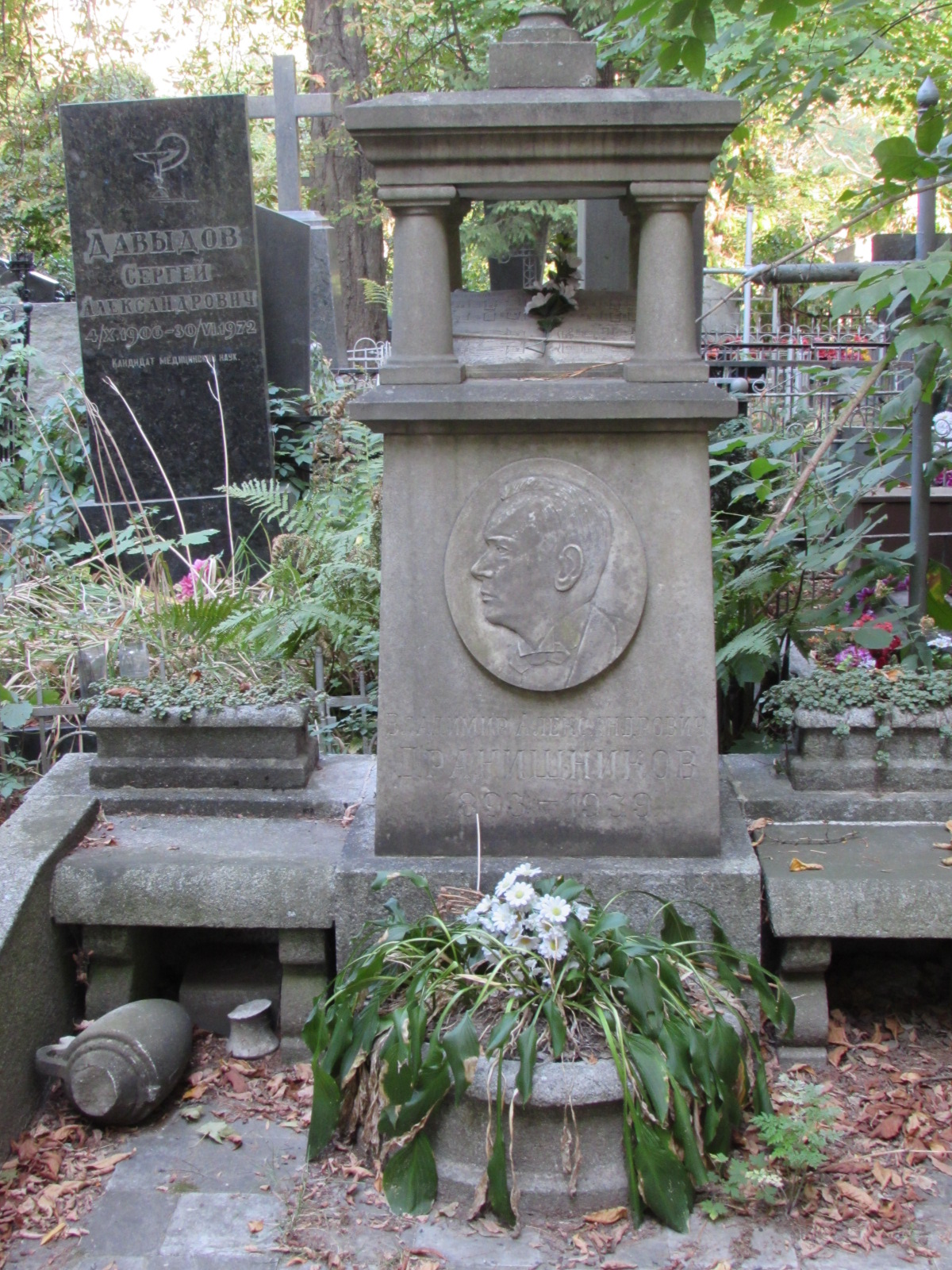
Могила В. Дранишникова

З 1914 року концертмейстер, з 1918 року — диригент, у 1925—1936 роках — головний диригент Маріїнського театру в Санкт-Петербурзі. З 1936 року — головний диригент і художній керівник Українського театру опери та балету імені Тараса Шевченка в Києві.
Помер у Києві 6 лютого 1939 року. Похований у Києві на Байковому кладовищі (ділянка № 6). Того ж року на могилі встановлений пам'ятник — мармурова стела з барельєфом, яка закінчується гранітними чотиригранним портиком і траурною урною. Скульптор — Матвій Манізер.

## Творчість
Під його керівництвом на сцені Маріїнського театру були здійснені постановки:
- класичних опер: «Борис Годунов», в авторській редакції Модеста Мусоргського (1928), «Пікова дама» (1935) і інші опери Петра Чайковського, «Вільгельм Телль» Джоаккіно Россіні (1932), «Трубадур» Джузеппе Верді (1933);
- творів радянських композиторів: «Орлиний бунт» Андрія Пащенка (1925), «Любов до трьох апельсинів» Сергія Прокоф'єва (1926), «Полум'я Парижа» Бориса Асаф'єва (1932);
- творів західно-європейських композиторів: «Саломея» Ріхарда Штрауса (1924), «Далекий дзвін» Франца Шрекера (1925), «Воццек» Альбана Берга (1927).

Проте модерністична інтерпретація деяких творів привела його до низки невдач: «Крига і сталь» Дешевова, «Золото Рейну» Ріхарда Вагнера, «Травіата» Джузеппе Верді, «Мазепа» Петра Чайковського.
У Київському оперному театрі керував постановками опер «Тихий Дон» (1936) і «Піднята цілина» (1937) Івана Дзержинського, «Tapac Бульба» Миколи Лисенка (1937, в новій редакції Лева Ревуцького і Бориса Лятошинського), «Щорс» Бориса Лятошинського (1938), «Мазепа» Петра Чайковського (1938), «Перекоп» Юлія Мейтуса, Всеволода Рибальченка, Михайла Тіца (1939).
B СРСР і за кордоном виступав також як симфонічний диригент і піаніст.
Серед творів: концерт, «Симфонічний етюд» для фортепіано з оркестром, романси, транскрипції, вокальні та камерні інструментальні композиції. Автор статей з питань оперного і симфонічного мистецтва:
- Опера «Любов до трьох апельсинів». До постановки опери C. Прокоф'єва, в СБ: Любов до трьох апельсинів (Л., 1926);
- Сучасний симфонічний оркестр, в СБ: Сучасний інструменталізм (Л., 1927);
- Заслужений артист E. B. Вольф-Ізраель. До 40-річчя його артистичної діяльності (Л., 1934);
- Музична драматургія «Пікової дами», в збірці: «Пікова дама». Опера П. І. Чайковського (Л., 1935).

## Пам'ять
Максим Рильський присвятив пам'яті Дранишникова сонет «Смерть героя».